# Túr
A Túr (románul Tur) folyó a Tisza egyik bal oldali mellékfolyója Romániában és Magyarországon, illetve ezek határfolyója Ukrajnával.

## Neve
Neve a feltevések szerint szláv eredetű, az ősszláv „turъ” (jelentése őstulok) főnévből alakult ki („őstulok patakja”).

## Futása
A Keleti-Kárpátok belső vonulatában található Avas-hegységben, Avasfelsőfalu határában ered, ahonnan nyugat felé folyva keresztülfolyik Túrvékonya településen, s több kisebb ágat (Turc és Tálna patakok, stb.) magába gyűjtve, Túrterebesnél egy északról jövő ággal egyesülve éri el a Szatmári-síkságot, és Garbolcnál, a magyar-román-ukrán hármashatár közelében lépi át a magyar-román határt. Magyar területre érve a folyó még elég nagy eséssel érkezik, erősen kavicsos hordaléka csak Kishódos és Tisztaberek községeknél változik át homokossá.
A Túr folyó heves folyású, áradásai sebesen követik egymást.

## Szabályozása
A folyó a szabályozása előtt sűrűn kanyargó volt, és Olcsvaapátinál érte el a Tiszát. 
Egy ág elszakadva Nagyarnál közvetlenül folyt a Tiszába. Itt írta Petőfi Sándor A Tisza című versét.
A szabályozás előtt áradások idején hatalmas területek kerültek víz alá. Települések csak a magasabban fekvő területeken alakultak ki, csak a magasabban fekvő részek voltak alkalmasak mezőgazdasági művelésre is. A legelők azonban állattartásra kiválóak voltak.
A szabályozás óta az eredeti mederbe Sonkád község térségében, a „Kisbukónál” (Sonkádi osztómű) egy zsilipen át folyik a víz. A „Kisbukó” és a korábbi tiszai torkolat közötti 15 km-es mesterséges meder belvízfőcsatorna (Túr-csatorna).
Kölcse előtt két ágra szakad, az Új-Túr Szatmárcsekénél folyik a Tiszába. A másik ág Nagyar előtt ismét két ágra szakad, a Régi-Túr Tivadarnál, míg az Öreg-Túr Sonkádtól 65 km-t kanyarogva Vásárosnaménynál éri el a Tiszát.
A Túr medrének hossza az eredettől a Tiszába való beömlésig 146,5 km volt.

## Mellékfolyók
Jelentősebb mellékfolyói Romániában a heves folyású Turc, mely Túrterebesnél ömlik a Túrba, és Tálna-patak, az utóbbi az Avas-hegységben ered, valamint a Fejér, Renulics, Tartolcz, Lechincsora és Reu patakok. Magyarország területén a Szatmári-síkságon a jobb parton a Palád-csatorna, a bal parton pedig a Sár-Éger-csatorna.

## Természeti jelentősége
A szabályozás után a levágott folyókanyarokból holtágak alakultak ki, de ezek nagy része napjainkra kiszáradt, mivel nem jutott elegendő vízmennyiséghez. A még vízzel borított holtágak a csatornákkal szövevényes vízi világot alkotnak, gazdag növény- és állatvilággal rendelkeznek. Az Alsó-Öreg-Túr és az Öreg-Túr több nagy kanyarja a Szatmár-Beregi Tájvédelmi Körzet része.

## Galéria

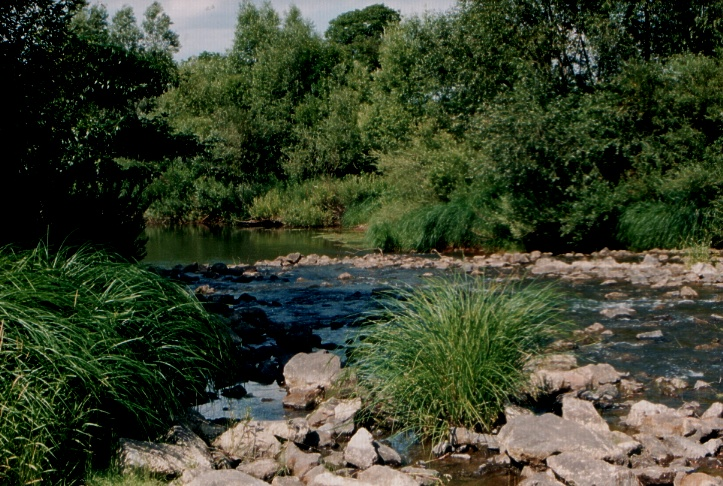
A Túr Sonkádnál („Kisbukógát”)
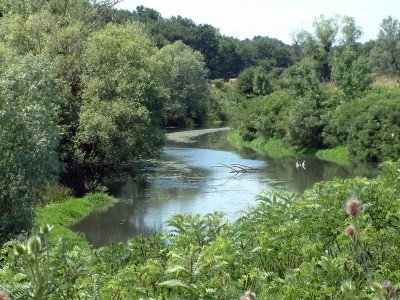
Az Öreg-Túr Panyola határában
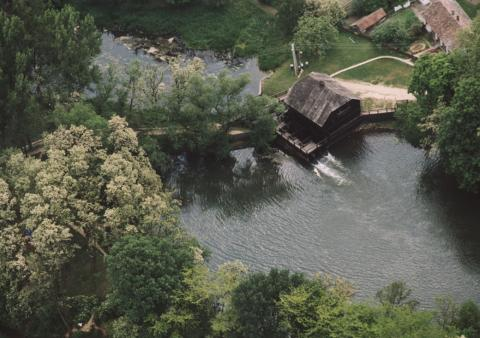
A túristvándi vízimalom
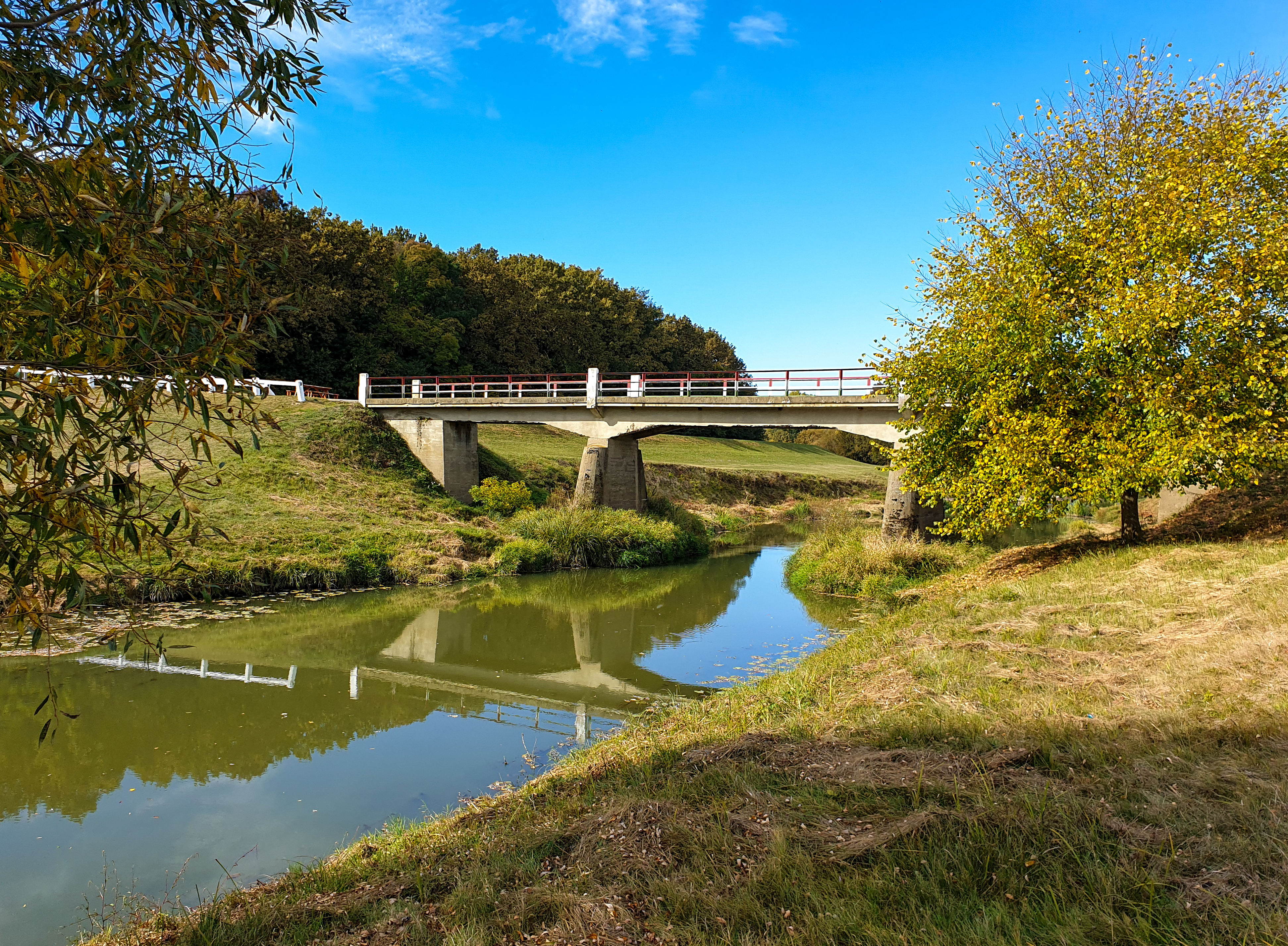
Egysávos híd a Túr felett a magyar-román-ukrán hármashatár közelében

## Kapcsolódó szócikk
- Hodos holtág

1. 1 2  Magyarország vízgyűjtő-gazdálkodási terve – 2021
2. ↑  Kiss Lajos